# Le Cake-walk infernal
Le Cake-walk infernal, venut als Estats Units com a The Infernal Cake Walk i a Gran Bretanya com a The Infernal Cake Walk , és un curtmetratge mut francès de 1903 dirigit Georges Méliès. Va ser venut per la Star Film Company de Méliès i està numerat del 453 al 457 als seus catàlegs.
La pel·lícula inclou el cakewalk, que va tenir una popularitat en auge l'any 1903. Méliès apareix a la pel·lícula com a Plutó/Satanàs i com el dimoni ballant grotesc. Aquesta pel·lícula depenent del ritme probablement es va filmar amb acompanyament de piano a l'estudi. Els efectes especials de la pel·lícula es van treballar amb escotilles, maquinària escènica, pirotècnia, escamoteig i exposició múltiple.
Le Cake-walk infernal presenta diversos exemples d'elements reutilitzats o reutilitzats posteriorment en altres pel·lícules també realitzades per Méliès. Les màscares de dimonis de la pel·lícula es van fer originalment per a Le Voyage dans la Lune (1902) de Méliès, on les porten els selenites (habitants de la Lluna); de la mateixa manera, l'efecte de les extremitats ballants s'havia utilitzat anteriorment a Dislocation mystérieuse (1901). Per contra, Méliès va reutilitzar la gruta de Le Cake-walk infernal ambientada a la seva pel·lícula posterior Faust aux enfers (1903), i va reciclar l'efecte foc follet a Le Chaudron infernal (1903).